# Provinciale weg 299
De provinciale weg N299 was een door de provincie Limburg beheerde verkeersweg in Nederland. De weg verbond de gemeente Brunssum met de gemeenten Landgraaf en Kerkrade en had een lengte van circa 12 kilometer.
Oorspronkelijk is de weg over bijna de gehele lengte aangelegd als – deels ongelijkvloerse – autoweg. Vanwege de vele ernstige aanrijdingen, die in het verleden op het traject plaats hebben gevonden, zijn grote delen van de weg gereconstrueerd en resteerde sinds 2006 nog slechts een klein autoweggedeelte bij Eygelshoven.
De N299 begon in de bebouwde kom van Brunssum op de kruising van de Rimburgerweg met de Prins Hendriklaan. Deze kruising was tevens het beginpunt van de N274, die voor inkorting via de Prins Hendriklaan in noordelijke richting naar de omgeving van Roermond liep. De N299 volgde vanaf hier de Rimburgerweg in zuidoostelijke richting. Tot 1993 was de N299 ook een onderdeel van de N274, die oorspronkelijk van Roermond naar Kerkrade liep.
Na het verlaten van Brunssum doorsneed de weg over een nagenoeg kaarsrecht traject van 3 kilometer het dichtbeboste gebied rond de Brunssummerheide en de Brandenberg. Vanaf de kruising bij Abdissenbosch waren er in de weg geen gelijkvloerse kruisingen meer en begon tot mei 2006 het autoweg-gedeelte. Dit gedeelte vormde de fysieke grens tussen de woonplaatsen Ubach over Worms en Nieuwenhagen. Voorbij Nieuwenhagen verdubbelde de weg zich naar 2 rijstroken per richting en begon het laatste overgebleven gedeelte van de autoweg dat een kilometer verderop, bij de Kerkraadse wijk Hopel alweer eindigde. Tot 2003 was het hierop volgende gedeelte tot aan de wijk Chevremont ook een autoweg met 2 rijstroken per richting. Bij Chevremont lag tot 1999 het eindpunt van de N299, dat in dat jaar verlengd werd naar de Duitse grens. Hierbij is de weg in een tunnelbak door Chevremont aangelegd. Na de abdij Rolduc te hebben gepasseerd nadert de weg de Duitse grens, die hier gevormd wordt door de beroemde Nieuwstraat.
De weg heette vanaf Brunssum gemeten achtereenvolgens: Rimburgerweg, Nieuwerhagenerweg, Brunssumerweg, Provinciale Weg en Roderlandbaan.
De N299 tussen Brunssum en Eygelshoven maakt sinds 2018 deel uit van de Buitenring Parkstad Limburg en is omgenummerd naar N300. Deze is weer onderdeel van de Ring Parkstad, de grote ringweg die om het stedelijke gebied van Parkstad Limburg leidt. De resterende gedeeltes van de N299, de Rimburgerweg in Brunssum en de Roderlandbaan tussen Eygelshoven en Kerkrade zijn overgedragen aan de gemeenten Brunssum en Kerkrade.
De Roderlandbaan (van afrit Eygelshoven N300 tot de Duitse grens te Nieuwstraat) draagt wel nog het nummer N299.
N62 · N69 · N251 · N252 · N253 · N254 · N255 · N256/A256 · N257 · N258 · N260 · N261 · N262 · N263 · N264 · N266 · N267 · N268 · N269 · N270/A270 · N271 · N272 · N273 · N274 · N275 · N276 · N277 · N278 · N279 · N280 · N281 · N282 · N283 · N284 · N285 · N286 · N287 · N288 · N289 · N290 · N291 · N292 · N293 · N294 · N295 · N296 · N296n · N297 · N298 · N300 · N321 · N322 · N324 · N329 · N389 · N394 · N395 · N396 · N397

N556 · N562 · N564 · N570 · N572 · N590 · N595 · N598 · N601 · N602 · N605 · N607 · N612 · N613 · N615 · N616 · N617 · N618 · N620 · N622 · N625 · N629 · N631 · N632 · N637 · N638 · N639 · N640 · N641 · N651 · N652 · N653 · N654 · N655 · N656 · N658 · N659 · N660 · N661 · N662 · N663 · N664 · N665 · N666 · N667 · N668 · N669 · N670 · N671 · N673 · N674 · N675 · N676 · N682 · N683 · N686 · N689 · N690 · N831 · N843

Voormalige provinciale wegen: N299 · N551 · N552 · N553 · N554 · N555 · N560 · N561 · N563 · N565 · N566 · N567 · N568 · N571 · N574 · N580 · N581 · N582 · N583 · N584 · N585 · N586 · N587 · N588 · N589 · N591 · N592 · N593 · N594 · N596 · N597 · N603 · N604 · N606 · N608 · N610 · N611 · N614 · N619 · N621 · N623 · N624 · N626 · N628 · N630 · N634 · N642 · N657